# 탐폰

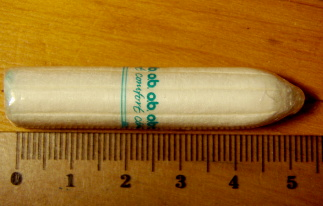
자와 함께 보이는 탐폰

탐폰(tampon)은 월경 중에 질에 삽입함으로써 월경혈을 흡수하기 위해 설계된 여성 위생 제품이다. 올바르게 삽입하면 탐폰은 질에 자리가 잡히며 월경혈을 빨아들인다. 판매되는 탐폰의 대부분은 레이온 또는 레이온과 면섬유의 혼합 형태로 구성된다. 탐폰은 여러 흡수 등급이 있으며 이 등급에 맞추어 구매가 가능하다.
평균 여성은 일생동안 대략 11,400개의 탐폰을 사용할 수 있다.(다른 제품이 아닌 탐폰만 사용한다고 가정할 경우)
여러 국가들은 탐폰을 의료 기기로 규제한다. 미국에서는 미국 식품의약국(FDA)에 의해 제2등급 의료 기기로 간주된다. 수술 중 지혈을 위해 사용되는 경우도 있다.

## 설계

### 흡수 등급
탐폰은 여러 흡수 등급으로 구매가 가능하며 미국에서 제조되는 제품의 경우 다음과 같은 등급을 표시한다:
- Junior/Light absorbency: 6 g 이하
- Regular absorbency: 6–9 g
- Super absorbency: 9–12 g
- Super Plus absorbency 12–15 g
- Ultra absorbency 15–18 g

미국 외 지역의 흡수 등급에는 미국 지역과 차이가 있을 수 있다. 미국 외 제조사 대부분은 흡수 등급과 Code of Practice recommended by EDANA (European Disposals and Nonwovens Association)를 사용한다.
| 방울 수    | 그램  | 대안 크기 설명 |
| ---------- | ----- | -------------- |
| 1 droplet  | < 6   |                |
| 2 droplets | 6–9   | Mini           |
| 3 droplets | 9–12  | Regular        |
| 4 droplets | 12–15 | Super          |
| 5 droplets | 15–18 |                |
| 6 droplets | 18–21 |                |

## 같이 보기
- 생리
- 생리컵
- 생리대